# Lo Tros (Erinyà)
Lo Tros, és una partida en part constituïda per camps de conreu abandonats del terme municipal de Conca de Dalt, al Pallars Jussà, a l'antic terme de Toralla i Serradell, en el territori del poble d'Erinyà.
Està situada al nord-oest d'Erinyà i al nord-est de Serradell, a migdia de la Guineu. És al nord de lo Rengar i al nord-oest de lo Comadró de Gasparó. És a llevant de l'extrem meridional de lo Serrat Pla.